# Bobrava (Bélgorod)
|  | Per a altres significats, vegeu «Bobrava». |

Bobrava - Бобрава (rus) - és un poble de l'óblast de Bélgorod, a Rússia. El 2010 tenia 1.419 habitants. Pertany al districte (raion) de Rakítnoie.